# خانقاه سادات
خانقاه سادات هي قرية في مقاطعة خلخال، إيران. يقدر عدد سكانها بـ 303 نسمة بحسب إحصاء 2016.